# 27984 Herminefranz
27984 Herminefranz (1997 VN) là một tiểu hành tinh vành đai chính được phát hiện ngày 1 tháng 11 năm 1997 ở Starkenburg Observatory, Heppenheim.